# Derbendžije
Derbendžije (tur. derbenci, čuvar klanca perz. derbend, dervend, klanac) poluvojnički odred u Osmanskom carstvu nastao pojavom oružane borbe pokorenih naroda protiv osmanlijske vlasti. U 17. i 18. stoljeću za brinuli su se za sigurnost prometa na najvažnijim mjestima kao što su prijevoji, tjesnaci, klanci ili šumska područja.
U sastav derbendžija ulazili su pripadnici lokalnog stanovništva koji su na položaju čuvara ključnih prometnih mjesta zamijenili vojnike. Za vršenja službe uživali su brojne povlastice, a najvažnija je bila oslobađanje od danka u krvi.
Na naročito važnim prolazima u gradovima, selima i palankama sve je stanovništvo, bez obzira na vjeru, angažirano u derbendžije. Takva naselja kao što su Priboj i Krupa nazivana su gradovi-derbendi, a tamo gdje ih nije bilo osnivana su potpuno nova čija je jedina svrha bilo čuvanje strateških pozicija u carstvu.